# Дисипативна система
Дисипати́вна систе́ма (або дисипати́вна структу́ра) — відкрита нелінійна система, яка є далекою від стану термодинамічної рівноваги. Така система є нерівноважною завдяки розсіянню енергії, одержуваної ззовні. Внаслідок самоорганізації у таких системах можуть виникати стійкі структури, які існують за умови постійної дисипації, тобто втрати системою енергії. З появою складної впорядкованої структури в системі зростає ентропія, яка компенсується негативним потоком ентропії зовні.
Система, в якій відбуваються дисипативні процеси і яка прямує до стану рівноваги. Це можна розглядати як рух у фазовому просторі до точкового атрактора, що є еквівалентним до руху системи в напрямку мінімуму вільної енергії. Усі реальні системи є дисипативними. 
Дисипативна структура здійснює постійний обмін речовиною та енергією із середовищем, в котрому вона народилася, та є структурно стійкою у ньому. Класичним прикладом таких структур є комірки Бенара, винайдені у 1900 році. Ці комірки утворюються у воді, котру постійно підігрівають знизу, шляхом конвекційних потоків. Як тільки система переходить в рівноважний стан, тобто підігрівання води припиняють, ці структури зникають. Термін дисипативних структур уперше використав бельгійський вчений Ілля Пригожин.
Дисипативна система також може називатися нерівноважною або стаціонарною відкритою системою. Прикладами такої системи із спонтанною самоорганізацією окрім ефекту Бенара може бути реакція Бєлоусова-Жаботинського з її автоколиваннями, лазер із синфазним випромінюванням атомів тощо. Біологічне життя теж може вважатися прикладом дисипативної системи.